# Open wereldkampioenschap powerlifting 2006
Het Open wereldkampioenschap powerlifting 2006 is een door de International Powerlifting Federation (IPF) georganiseerd kampioenschap voor powerlifters. De 36e editie van het wereldkampioenschap vond plaats in de Noorse stad Stavanger van 5 tot 11 november 2006.

## Uitslagen

### Heren
| klasse   | Goud             | Zilver              | Brons                |
| -------- | ---------------- | ------------------- | -------------------- |
| -52 kg   | Dariusz Wszola   | Patrick Constantine | Chin-Chiang Hsu      |
| -56 kg   | Hiroyuki Isagawa | Shih-Wu Lu          | Domarrio Holloway    |
| -60 kg   | Tsung-Ting Hsieh | Hennis Washington   | Eric Bacinsky        |
| -67,5 kg | Jaroslaw Olech   | Caleb Williams      | Amit Selberg         |
| -75 kg   | Wade Hooper      | Jacek Spychala      | Lung-Hsing Huang     |
| -82,5 kg | Jan Wegiera      | David Ricks         | Davranbek Turakhanov |
| -90 kg   | Patrick Turesson | Pjotr van den Hoek  | Eric Bacinsky        |
| -100 kg  | Michal Wilk      | Andreas Hjelmtveit  | Jason Beck           |
| -110 kg  | Ivailo Hristov   | Orhan Bilican       | Marian Czarkowski    |
| -125 kg  | Audunn Jonsson   | Clive Henry         | Tony Cardella        |
| +125 kg  | Ove Lehto        | Jari Martikainen    | Randall Harris       |

### Dames
| klasse   | Goud              | Zilver                     | Brons                |
| -------- | ----------------- | -------------------------- | -------------------- |
| -44 kg   | Raija Koskinen    | Azusa Hara                 | Sylviane Bechar      |
| -48 kg   | Yakako Fukushima  | Wei-Ling Chen              | Vilma Ochoa          |
| -52 kg   | Yi Ju Chou        | Mervi Sirkia               | Suzanne Hartwig-Gary |
| -56 kg   | Anna Olsson       | Eleonora Makhpirova        | Lisett Buriel        |
| -60 kg   | Nadejda Malyugina | Fiona von Bachhaus Gundula | Li Hsu Hsiao         |
| -67,5 kg | Priscilla Ribic   | Antonietta Orsini          | Inna Terasmaa        |
| -75 kg   | Inger Blikra      | Ingunn Haakonsen           | Bhagwat Madhuri      |
| -82,5 kg | Liane Blyn        | Heidi Arnesen Hille        | Tarja Koski-Sipila   |
| -90 kg   | Ielja Stik        | Bonica Brown               | Chang Ya Wen         |
| +90 kg   | Hildeborg Hugdal  | Jessica O'Donnell          | Joanne Schaefer      |